# SQL/PSM
SQL/PSM ( SQL /Persistent Stored Modules) یک استاندارد ISO است که عمدتاً افزونه SQL را با زبان رویه ای برای استفاده در رویه های ذخیره شدتعریف می کند. در ابتدا در سال 1996 به عنوان افزونه SQL-92 منتشر شد (ISO/IEC 9075-4:1996، نسخه ای که گاهی اوقات PSM-96 یا حتی SQL-92/PSM  نامیده می شود)، SQL/PSM بعداً در SQL:1999 استاندارد  چند قسمتی گذاشته شد.، و از آن زمان تا کنون قسمت 4 آن استاندارد بوده است، آخرین مورد در SQL:2023 بوده است.  بخش 4 SQL:1999 کمتر از PSM-96 اصلی را پوشش می‌دهد، زیرا دستور های SQL برای تعریف، مدیریت و فراخوانی روتین ها در واقع در بخش 2 SQL/Foundation بودند و تنها زبان رویه‌ای را به عنوان SQL/PSM باقی گذاشتند.  تا آنجا که به استاندارد SQL مربوط می شود، ابزارهای SQL/PSM هنوز اختیاری هستند. اکثر آنها در ویژگی های P001-P008 گروه بندی شده اند.
1. ↑  Eisenberg, A. (1996). "New standard for stored procedures in SQL". ACM SIGMOD Record. 25 (4): 81–88. doi:10.1145/245882.245907.
2. ↑  "SQL:2023", Catalogue (webshop), ISO
3. ↑   {{cite book}}: Empty citation (help)